# Alte Synagoge (Aub)

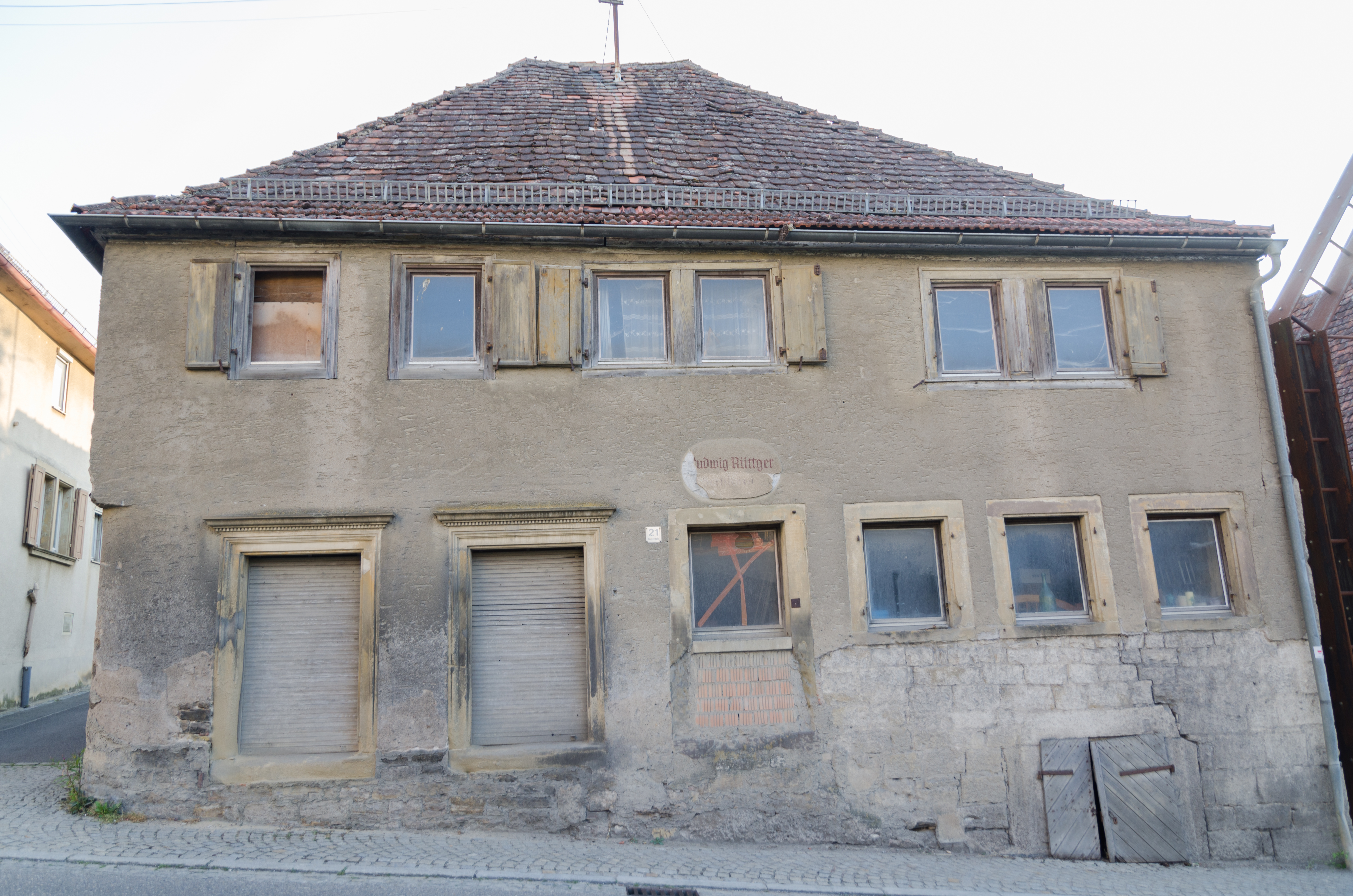
Ehemalige Synagoge in Aub im Jahr 2013

Die Alte Synagoge in Aub, einer Stadt im unterfränkischen Landkreis Würzburg in Bayern, wurde vor 1745 errichtet. Die ehemalige Synagoge an der Hauptstraße 21 ist ein geschütztes Baudenkmal.
Der zweigeschossige, verputzte Walmdachbau mit Fachwerkobergeschoss und sechs Fensterachsen wurde bis zum Bau der neuen Synagoge im Jahr 1743 als Gotteshaus genutzt.